# Michael Stephenson
Michael Paul Stephenson (Galveston, 28 febbraio 1978) è un attore, regista, sceneggiatore e produttore cinematografico statunitense.

## Carriera
È conosciuto per aver preso parte al film Troll 2, interpretando il ruolo di Joshua Waits. Nel 2009 ha anche prodotto e diretto il documentario di maggior successo Best Worst Movie, basato sul film Troll 2, e nel 2012 dirige il suo secondo documentario dal titolo The American Scream.

## Vita privata
Stephenson vive attualmente a Los Angeles con sua moglie e le sue due figlie.

## Filmografia

### Attore

#### Cinema
- La casa 5, regia di Claudio Fragasso (1990)
- Troll 2, regia di Claudio Fragasso (1990)
- The Bulkin Trail, regia di Michael J. Nathanson (1992)
- La compagnia degli strilloni (The Paper Brigade), regia di Blair Treu (1996)
- Before He Wakes (1998)

#### Televisione
- Miracles & Other Wonders (1991)
- Encyclopedia Brown (1995)
- Il tocco di un angelo (2001)

### Regista
- Best Worst Movie (2009)
- The American Scream (2012)
- La festa delle fidanzate (Girlfriend's Day) (2017)